# دانيال بلانكو
دانيال بلانكو (بالإسبانية: Daniel Blanco)‏ (30 يوليو 1978 في الأرجنتين - ) هو لاعب كرة قدم أرجنتيني في مركز الدفاع. لعب مع إف91 دوديلانج وفورتونا كولن ونادي إيرميس أراديبو وArmy United F.C. ‏ وBahlinger SC ‏ وASIL Lysi ‏ وألكي لارانكا ‏ ونادي فيكتوريا كولن وأثنيكس أشنة ‏.

## وصلات خارجية
- دانيال بلانكو على موقع قاعدة بيانات كرة القدم.إي يو (الإنجليزية)
- دانيال بلانكو على موقع قاعدة بيانات كرة القدم.إي يو (الإنجليزية)
- دانيال بلانكو على موقع بيانات كرة القدم. دي إي (الألمانية)
- دانيال بلانكو على موقع Soccerway.com (الإنجليزية)